# 253. pehotni polk (Italija)
253. pehotni polk Porto Maurizio je bil pehotni polk Kraljeve italijanske kopenske vojske.

## Zgodovina
Med prvo svetovno vojno je bil polk nastanjen na soški fronti.